# Svizzera all'Eurovision Song Contest 1973
La Selezione Svizzera per l'Eurofestival 1973 si svolse a Berna il 16 febbraio 1973.

## Canzoni in ordine di presentazione
| Posizione | Canzone                             | Artista           |
| 1.        | Je vais me marier Marie             | Patrick Juvet     |
| 2.        | Lass der jugend ihre liebe          | Britt Tobler      |
| 3.        | Es kommt ein tag                    | Peter, Sue & Marc |
| 4.        | Quand on revient d'ailleurs         | Henri Dès         |
| 5.        | L'amour s'en vient, l'amour s'en va | Michel Bühler     |
| 6.        | Brakata-Tunga                       | Gil & Leonia      |
| 7.        | Si tu t'en vas                      | Claude Prélo      |
| 8.        | Le vent qui soufflait ce matin      | Mady Rudaz        |
| 8.        | Il vecchio orologio                 | Yor Milano        |